# تپه کوئیک
تپه کوئیک مربوط به عصر مس قدیم-هزاره ۴ قم است و در استان کرمانشاه شهرستان روانسر، روستای کوئیک واقع شده و این اثر در تاریخ ۲۳ شهریور ۱۳۸۲ با شمارهٔ ثبت ۱۰۱۲۶ به‌عنوان یکی از آثار ملی ایران به ثبت رسیده است.